# À Ordem de César
"À ordem de César" ou "Por ordem de César" é uma canção de Natal tradicional portuguesa originária da região do Alto Douro. Era cantada nas celebrações religiosas, por exemplo, na antiga freguesia de Freixo de Numão, no concelho de Vila Nova de Foz Coa no primeiro terço do século XX.
Foi harmonizada pelo compositor português Fernando Lopes-Graça e incluída na sua Segunda Cantata do Natal, terminada em 1961.

## Letra

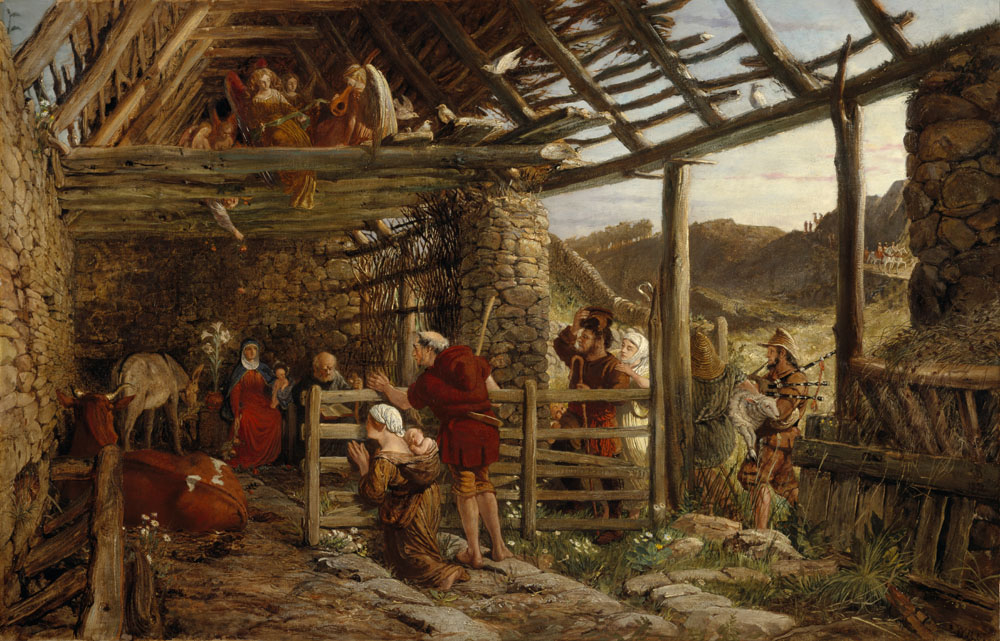
William Bell Scott: Natividade (1872).

A letra da canção relata a história do nascimento de Jesus. Termina com uma exortação aos "ricos do mundo" para seguirem o exemplo de pobreza dada pelo Menino.

À ordem de César

Sai de Nazaré

A virgem Maria

Com santo José.

Chegam a Belém,

Não acham pousada.

Vão fora de portas

A fazer morada.

É chegado o tempo

De ela dar à luz.

A Virgem Maria,

A mãe de Jesus.

Envolto em panos,

Em palhas deitado,

No Santo presépio

Lá está recostado.

Ó ricos do Mundo

Pasmai em O ver!

O Senhor de tudo

Tão pobre nascer!

## Discografia
- 1964 — Fernando Lopes-Graça Second Christmas Cantata. Coro da Academia de Amadores de Música. Decca / Valentim de Carvalho. Faixa 1.
- 1979 — Fernando Lopes-Graça Segunda Cantata do Natal. Choral Phidellius. A Voz do Dono / Valentim de Carvalho. Faixa 1.
- 2012 — Fernando Lopes-Graça Obra Coral a capella  - Volume II. Lisboa Cantat. Numérica. Faixa 1.[3]